# Fritz Derom
Fritz Emile Firmin Marie Derom (Gent, 22 mei 1927 - aldaar, 29 april 2019) was een Belgisch emeritus hoogleraar heelkunde. Hij voerde de eerste geslaagde longtransplantatie ter wereld uit.

## Levensloop
Fritz Derom is de zoon van Emile Derom, hoogleraar aan de faculteit geneeskunde van de Rijksuniversiteit Gent, en van Marie Angélique Van Praet, telg van een scheepsbouwersfamilie uit Baasrode. Hij studeerde in 1953 af als doktor in de genees-, heel- en verloskunde aan de Rijksuniversiteit Gent. Hij werd vervolgens assistent bij de faculteit geneeskunde van deze universiteit en liep van 1954 tot 1957 stage bij professor Gerard Brom van de Universiteit van Leiden, waar hij onder meer leerde longtuberculose aan te pakken en een hart te opereren via thoraxchirurgie. Nadien keerde hij terug naar de faculteit geneeskunde, die in die tijd geen eigen ziekenhuis had, maar logeerde in het stadsziekenhuis aan de Bijloke te Gent tot de bouw van een eigen universitair ziekenhuis. Daar voerde hij in primitieve toestand zijn eerste hartoperaties uit.
In 1961 werd Derom aangesteld als geassocieerd docent, in 1967 werd hij geassocieerd hoogleraar en in 1970 gewoon hoogleraar. Hij bleef dit tot zijn emeritaat in 1992. Hij was directeur-diensthoofd van de kliniek voor heelkunde, de kliniek voor algemene, thoracale en cardiovasculaire heelkunde en de dienst voor experimentele chirugie van het Universitair Ziekenhuis Gent.
In augustus 1965 was Derom de eerste om een niertransplantatie in Nederlandstalig gebied uit te voeren en op 14 november 1968 voerde hij de eerste geslaagde longtransplantatie uit, waarbij de patiënt langer dan 20 dagen na de ingreep nog leefde.

## Heelkundige premières
- 1957: Eerste open-hartoperatie in Belgische universiteit onder hypothermie[5][6]
- 1958: Invoeren van maagoperaties: pyloroplastie-vagotomie[7]
- 1959: Eerste open-hartoperatie met kunsthart in universitair midden in België[5]
- 1960: Eerste pacemaker in België[5]
- 1963: Eerste carotisoperatie in België[8]
- 1965: Eerste niertransplantatie in Nederlandstalig landgebied.
- 1968: Eerste totale correctie van de transpositie van grote vaten (hartgebrek) in België[5]
- 1968: Eerste succesvolle longtransplantatie ter wereld met langetermijnoverleving. (10 maand)[9]
- 1970: Eerste implantatie hartkleppen uit biologisch materiaal in België[5]
- 1970: Eerste operatie op kransslagaders (coronaire bypass) in België.
- 1976: Eerste invoering van autotransfusie in België bij operaties[10]
- 1983: Eerste inplanting van autonome inwendige hart-defibrillator in België[11]

Hij kreeg de Franse eretitel Chevalier de la Légion d’Honneur.